# Cade Povich
Cade Jackie Povich (Reno, Nevada, 12 de abril de 2000), más conocido como Cade Povich, es un jugador profesional estadounidense de béisbol que se desempeña en la posición de lanzador en Baltimore Orioles, equipo de las Grandes Ligas de Béisbol (MLB).

## Carrera
En 2024, Povich hizo su debut en la MLB con el equipo Baltimore Orioles, donde lleva jugando una temporada.